# Шурма Ростислав Ігорович
Ростисла́в І́горович Шурма́ (нар. 17 вересня 1983, Львів, УРСР) — український державний діяч, топменеджер, економіст, колишній заступник Керівника Офісу Президента України з 23 листопада 2021 до 3 вересня 2024 року. З 30 липня 2012 по 25 листопада 2019 — гендиректор заводу «Запоріжсталь». Депутат Донецької обласної ради 6-го скликання (Партія регіонів) у 2010—2014 роках.
Покинув територію України. Живе в Баварії (Німеччина), в місті Штарнберг.

## Життєпис
Народився 17 вересня 1983 року у Львові.

### Освіта
- 2004 — університет «Києво-Могилянська академія», «Економіка та підприємництво», бакалавр.
- 2005 — Київський економічний університет ім. Гетьмана, «економічна теорія», магістр.
- 2013 — аспірант Донецького національного університету.[8]

### Трудова діяльність
У 2003—2006 рр. працював фінансовим менеджером в компанії «Procter and Gamble Eastern Europe» та консультантом в BCG.
З 2006 року — в групі Метінвест.
Очолював управління стратегії у групі Метінвест, працював фінансовим директором Макіївського металургійного заводу, заступником директора металургійного дивізіону Метінвест.
Був членом наглядової ради Маріупольського металургійного комбінату, головою наглядової ради заводу «Промет» (Болгарія), членом ради директорів «Метінвест-Траметал» (Італія).
З 30 липня 2012 по 25 листопада 2019 році — генеральний директор ПАТ «Запоріжсталь».
21 травня 2021 року, згідно з Указом Президента України № 209/2021 від 21 травня 2021 року, був призначений (за згодою) членом Наглядової ради ДК «Укроборонпром».
З 23 листопада 2021 року — заступник Керівника Офісу Президента України.
З 28 січня 2023 року — член наглядової ради Нафтогазу.

### Генеральний директор Запоріжсталі
За його керівництва було модернізовано декілька доменних печей, введено в експлуатацію газоочисні установки, та значно скорочено промислові викиди, що забезпечило комбінату відповідність до євростандартів. З 2012 до 2019 рр. в екологічну модернізацію «Запоріжсталі» інвестовано 15 млрд гривень, що зокрема позитивно оцінив тодішній міністр екології Остап Семерак.
Зокрема, у 2014 році комбінат реконструював доменну піч № 4, оснастивши її сучасними аспіраційними системами ливарного двору та бункерної естакади.
У квітні 2018 року на ПАТ «Запоріжсталь» повністю завершено розпочату у 2012 році модернізацію газоочисних систем агломашин № 1-6. Нові газоочисні системи аглофабрики знизили викиди пилу на 90 %, викиди оксидів сірки на 50 %. Інвестиції в реалізацію проєкту перевищили 1,2 млрд гривень.

## Політична та державна діяльність
У 2010 — 2014 роках — депутат Донецької обласної ради 6-го скликання від Партії регіонів.
17 квітня 2015 року — 17 лютого 2020 року — голова Запорізької організації партії «Опозиційний блок».
Кандидат у народні депутати від «Опозиційного блоку» на парламентських виборах 2019 року, № 6 у списку.
17 лютого 2020 року пішов з посади керівника регіональної філії «Опозиційного блоку».
У 2022 році Шурма став головною дійовою особою у взятті контролю держави над «Укрнафтою», яка останні 20 років перебувала під контролем групи «Приват» Ігоря Коломойського та Геннадія Боголюбова, та зміни керівництва компанії, зокрема призначення нового керівника Сергія Корецького, під керівництвом якого компанія отримала рекордні 23,6 млрд грн прибутку.
Також у держвласність перейшло підприємство зрадника В'ячеслава Богуслаєва «Мотор Січ», процедурою передачі якого в держвласність і призначенням нового керівництва керував Ростислав Шурма. Він також зміг посунути олігархів на електроенергетичному ринку. З його ініціативи державний трейдер НАК «Енергетична компанія України» отримав частку ринку, і прибуток, який заробляли на перепродажу дешевої електроенергії НАЕК «Енергоатом» олігархічні структури. У власність держави також перейшли підприємства «Запоріжтрансформатор» (належав олігарху Костянтину Григоришину), 28 облгазів (належали олігарху Дмитру Фірташу), та ряд інших критично важливих для держави та економіки підприємств, які під керівництвом держави успішно працюють.
Також був одним з авторів програми «єОселя», що стала головним інструментом іпотечного кредитування в Україні. Програма дозволяє захисникам України, силовикам та членам їхніх сімей, медичним та педагогічним працівникам, науковцям та науково-педагогічним працівникам отримувати кредитування для придбання житла за фіксованою ставкою 3 %, а всім іншим під 7 %.
Того ж року був одним з ініціаторів нереалізованої антикорупційної податкової реформи «10-10-10», яка передбачала зниження податків.
28 травня 2024 року стало відомо, що саме Шурма лобіював підвищення акцизу на LPG, закладений в законопроєкті #1125.6
3 вересня 2024 року звільнений з посади заступника керівника Офісу президента.

## Сім'я
- Дружина Юлія;
- син Дмитро, доньки Анастасія та Аліна[35];
- молодший брат Олег Ігорович Шурма — підприємець, співвласник 56 компаній, включно з інвестиційними фондами «Квантум» і «Простір»[36];
- батько Ігор Михайлович Шурма, проросійський політик, колишній народний депутат від партій СДПУ(о) і Опозиційний блок.

## Розслідування
17 серпня 2023 року Bihus.Info оприлюднив розслідування про те, що сонячні станції під російською окупацією, співвласником яких є оточення Шурми (рідний брат Олег Шурма та колишній підлеглий Руслан Божко), нібито отримували оплату за «зеленим тарифом» до літа 2023 року. Шурма заявив, що ці твердження не відповідають дійсності. Саме розслідування він назвав маніпулятивним, вважаючи це частиною кампанії проти нього, і припустив, що за цим стоїть Ігор Коломойський. 4 квітня 2024 року Печерський районний суд міста Києва не знайшов реального конфлікту інтересів у діях Ростислава Шурми і закрив справу, не зважаючи на наполягання Національного агентства з питань запобігання корупції.
15 липня 2025 року детективи НАБУ спільно з німецькими правоохоронцями проводили обшуки у помешканні Ростислава Шурми у передмісті німецького Мюнхена, куди він виїхав після звільнення з посади заступника керівника Офісу президента.

## Рейтинги
- У 2013 р. Ростислав Шурма увійшов до першої десятки рейтингу всеукраїнського щотижневого видання «Інвестгазета» — «ТОП-100 кращих топ-менеджерів України».[42]
- У 2016 році Шурма очолив всеукраїнський рейтинг «ТОП-100. Кращі топ-менеджери України», який проводився бізнес-виданням «Дело».[43]

## Нагороди
27 грудня 2019 року нагороджений Орденом «За заслуги перед Запорізьким краєм» I ступеня — «за багаторічну сумлінну працю, високий професіоналізм, активну громадську діяльність, вагомий особистий внесок у соціально-економічний розвиток Запорізької області».